# مائوریتزیو دآنجلو
مائوریتزیو دآنجلو (انگلیسی: Maurizio D'Angelo؛ زادهٔ ۲۹ سپتامبر ۱۹۶۹) بازیکن فوتبال اهل ایتالیا است.
از باشگاه‌هایی که در آن بازی کرده‌است می‌توان به باشگاه فوتبال کیه‌وو ورونا و باشگاه فوتبال ناپولی اشاره کرد.